# Новоукраїнка (Мелітопольський район)
Новоукраї́нка — село в Україні, у Мелітопольському районі Запорізької області. Входить до складу Чкаловської сільської громади. Населення становить 92 осіб.

## Географія
Село Новоукраїнка розташоване на відстані 4,5 км від села Калинівка та за 5 км від села Піскошине.
У селі є вулиці: Комінтерну та Пушкіна.

## Історія
Село засноване 1925 року.
Село постраждало від Голодомору 1932—1933 років, організованого радянським урядом з метою винищення місцевого українського населення. Кількість встановлених жертв згідно з даними Державного архіву Запорізької області та свідченнями очевидців — 19 осіб.
У 1962—1965 роках належало до Михайлівського району Запорізької області, відтак у складі Веселівського району.
До 2017 року орган місцевого самоврядування — Калинівська сільська рада.

## Населення
Згідно з переписом УРСР 1989 року чисельність наявного населення села становила 104 особи, з яких 37 чоловіків та 67 жінок.
За переписом населення України 2001 року в селі мешкали 92 особи.

### Мова
Розподіл населення за рідною мовою за даними перепису 2001 року:
| Мова       | Відсоток |
| ---------- | -------- |
| українська | 73,91 %  |
| російська  | 25,00 %  |
| інші       | 1,09 %   |